# Les Tendetes

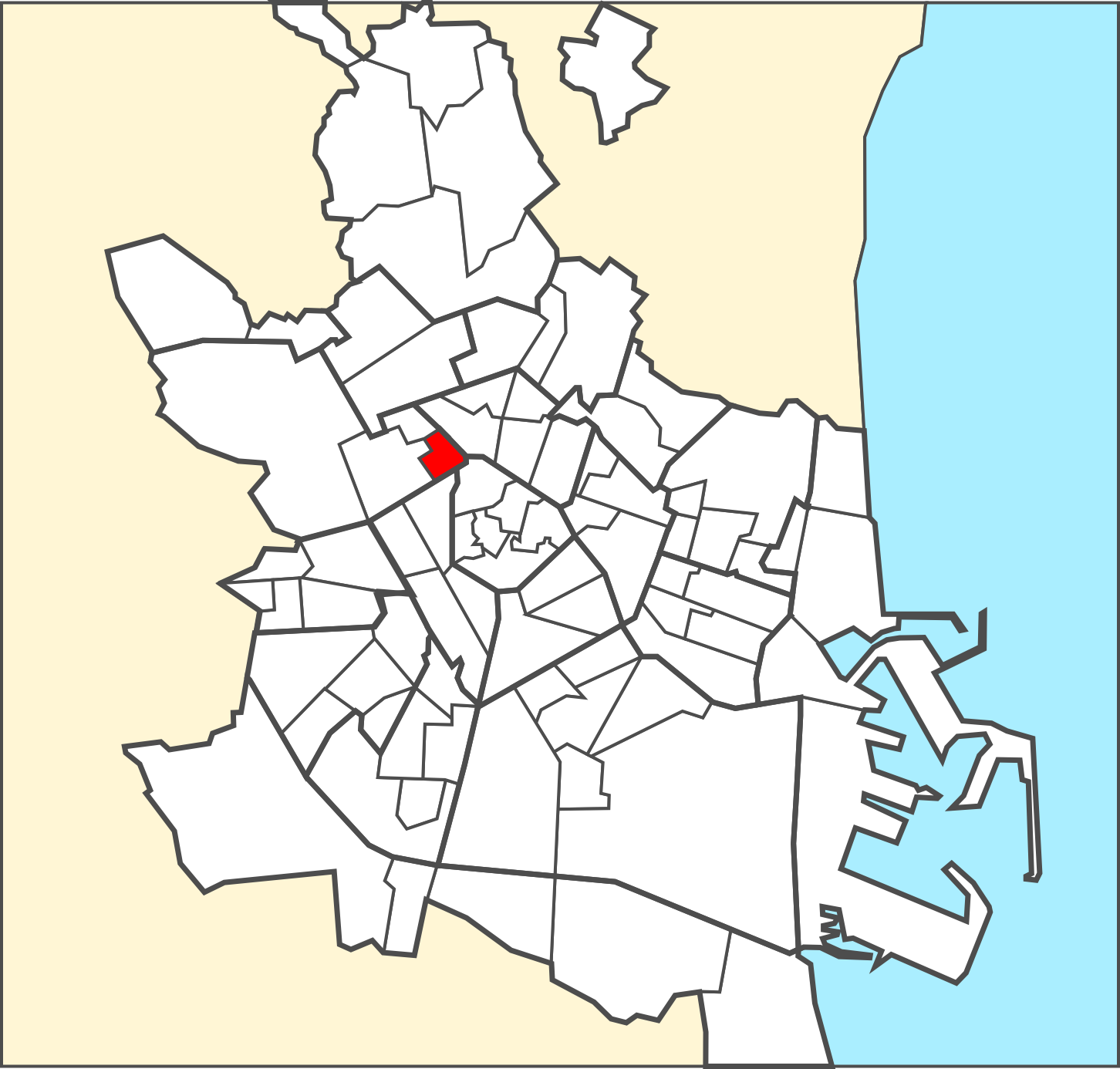
Mapa y situación geográfica del barrio de Les Tendetes en Campanar, Valencia.

Les Tendetes (en español Las Tiendecitas) es un barrio de la ciudad de Valencia (España), perteneciente al distrito de Campanar. Está situado al noroeste de la ciudad y limita al norte con El Calvario, al este con Marchalenes, al sur con El Carmen y El Botánico y al oeste con Campanar. Su población en 2024 es de 5.253 habitantes.

## Historia
Fue un antiguo caserío dependiente de Campanar, y anexionado junto con este en 1897. Su nombre proviene de las numerosas tabernas y tiendas existentes en él, lugares a los que acudían los valencianos los días de fiesta.
En los accesos del noroeste a la antigua ciudad amurallada, servía de zona de acampada de los mercaderes y otros viajeros que llegaban tarde a la ciudad. Una vez cerradas las puertas de acceso había que dormir a "la luna de valencia" De ahí la primera denominación de "tendetes", cuyo significado en lengua valenciana es "tiendecitas". Era un antiguo barrio huertano, del cual queda constancia gracias al Arco de la Torreta, ubicado en el inicio de la calle Visitación, es los restos del portal de entrada de una torreta cercana a un importante molino de harina que estaba en el barrio.
FESTIVIDADES TRADICIONALES
Las fiestas tradicionales de Tendetes eran muy populares en la zona. Coincidían siempre en el segundo domingo de octubre y duraban tres días. En el barrio, entre otros festejos, se preparaba 'arròs amb fesols i naps' y se le regalaba un plato a cada visitante forastero que venía a visitar las fiestas.
El segundo domingo de octubre, se trasladaba la imagen (correspondiente a Nuestra Señora de la Misedicordia, protegiendo un niño y una niña). Se trataba de una talla policromada, probablemente de mediados del siglo XIX, de gran devoción entre los vecinos de Tendetes. Dicha imagen se trasladaba a la Parroquia de Campanar, donde celebraban Misa mayor y por la tarde, la procesión que la devolvía a la Partida de Tendetes.
Dichas fiestas desaparecieron durante el siglo XX.
FESTIVIDADES RECIENTES
Desde los años 90, y hasta 2010 (año en el que la Fe se trasladó de Campanar a Malilla), el tercer sábado de mayo la agrupación de fallas de Benicalap-Campanar en colaboración con la Parroquia de la Resurrección del Señor organizaba la visita de la Virgen de los Desamparados al barrio.
La tarde comenzaba a las 17.30h con una Misa ante la explanada de la parroquia y luego la imagen de la Virgen de los Desamparados se dirigía en procesión hasta el Hospital La Fe, donde se paraba en la puerta de cada pabellón provocando escenas muy emotivas.

## Deportes
En el barrio de Les Tendetes podemos encontrar espacios deportivos para poder practicar distintas actividades deportivas tales como balonmano, futbol sala y petanca, tanto a nivel escolar como a nivel adulto. El centro deportivo en el que se pueden llevar a cabo estas actividades se ubica en la Avenida Gregorio Gea.

## Cultura
A nivel cultural podemos encontrar el teatro Flumen, el cual se encuentra en la C/ Gregorio Gea 15, es considerado una joya cultural que fue inaugurada en 1958 como sala de cines, aunque en 2007 cerró de una forma que se pensaba que era definitiva, en 2010 se recuperó la actividad tras una reforma. No solo reformaron el edificio donde estaba el teatro, también reformaron los contenidos que se mostraban, no solo habían nuevas obras teatrales, comenzaron a hacer monólogos, stand-ups, espectáculos infantiles, etc.
Por otro lado, en el barrio también se encuentra la sala Carme Teatro desde 1995, considerado como un teatro de proximidad al espectador, en el que se puede disfrutar de obras de diferentes géneros como comedia, drama o tragedia. En esta sala ubicada en la Avenida Gregorio Gea 6, podemos asistir a actos teatrales, poéticos o incluso de títere.

## Sanidad
En el barrio de Les Tendetes está el Hospital La Fe, el cual está abierto las 24 horas del día para la atención al cliente, pese a ello, la afluencia de gente que acude es cada vez menor ya que entre noviembre de 2010 y febrero de 2011, el Hospital Universitario y Politécnico de La Fe trasladó sus instalaciones hasta el barrio de Malilla. Por otra parte, si la urgencia médica es menos grave, hay 5 farmacias en este barrio, la Farmacia Avinguda Burjasot entre otras.

## Transporte
El transporte es uno de los aspectos más positivos del barrio debido a que la movilidad en este es posible a través de distintos tipos de transporte como es el metro; mediante las líneas 1 y 2 con destino a Turia o la línea 4 con destino a Marxalenes, también es posible mediante bus;a través de las líneas 1,5,28,29,79,80,95 y también hay bicicletas de la empresa Valenbisi.

## Educación
En este barrio se encuentran varios centros educativos de todas las disciplinas, por ejemplo escuelas de música debido probablemente a su cercanía con el Teatro Flumen y con la Sala Carme Teatro. Los centros de enseñanza de primaria y secundaria son los siguientes: el Centro Privado de Educación Infantil San juan Bosco, en la C/ Gregorio Gea 21, junto al Colegio Diocesano San Juan Bosco en la C/ Gregorio Gea 17, el Centro Privado de Enseñanza María Inmaculada Teatinas en la C/ Periodista Alfredo Calderón 6 y el Instituto Superior de FP Sanitaria Claudio Galeno en la C/ Ricardo Micó 5.

## Imágenes

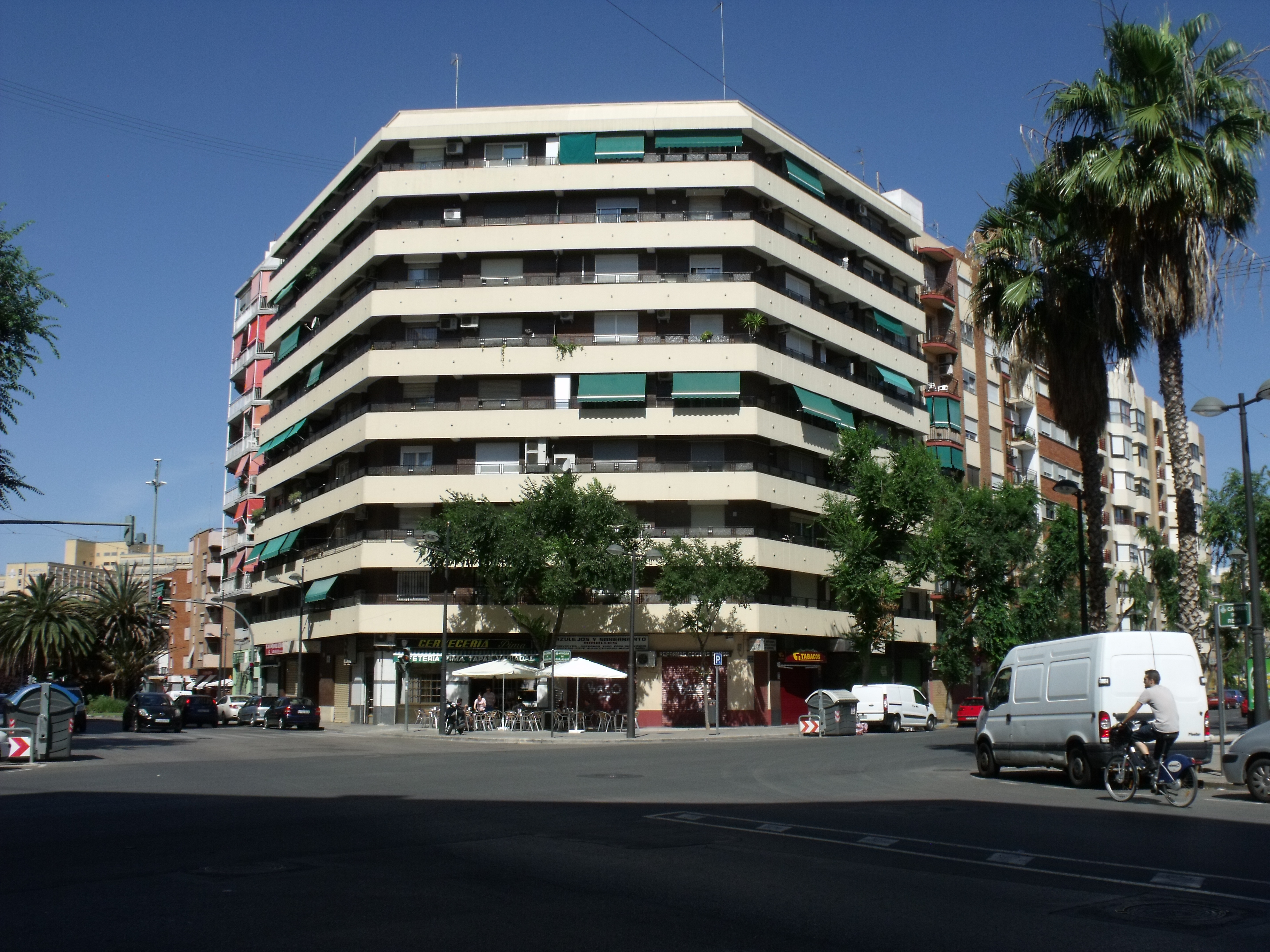
Avenida de Burjasot y calle Joaquín Ballester.
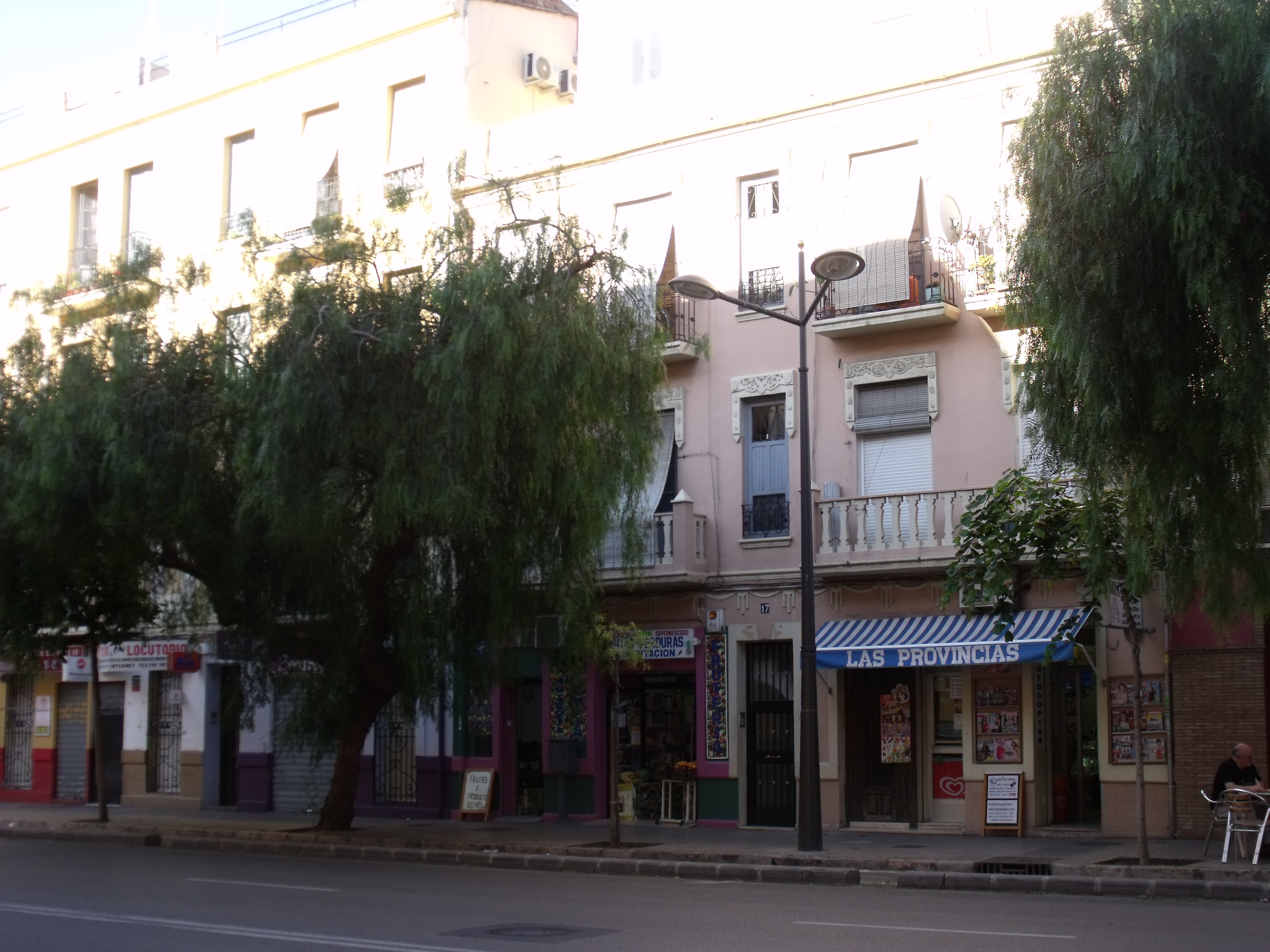
Edificios de la calle del Padre Ferris.
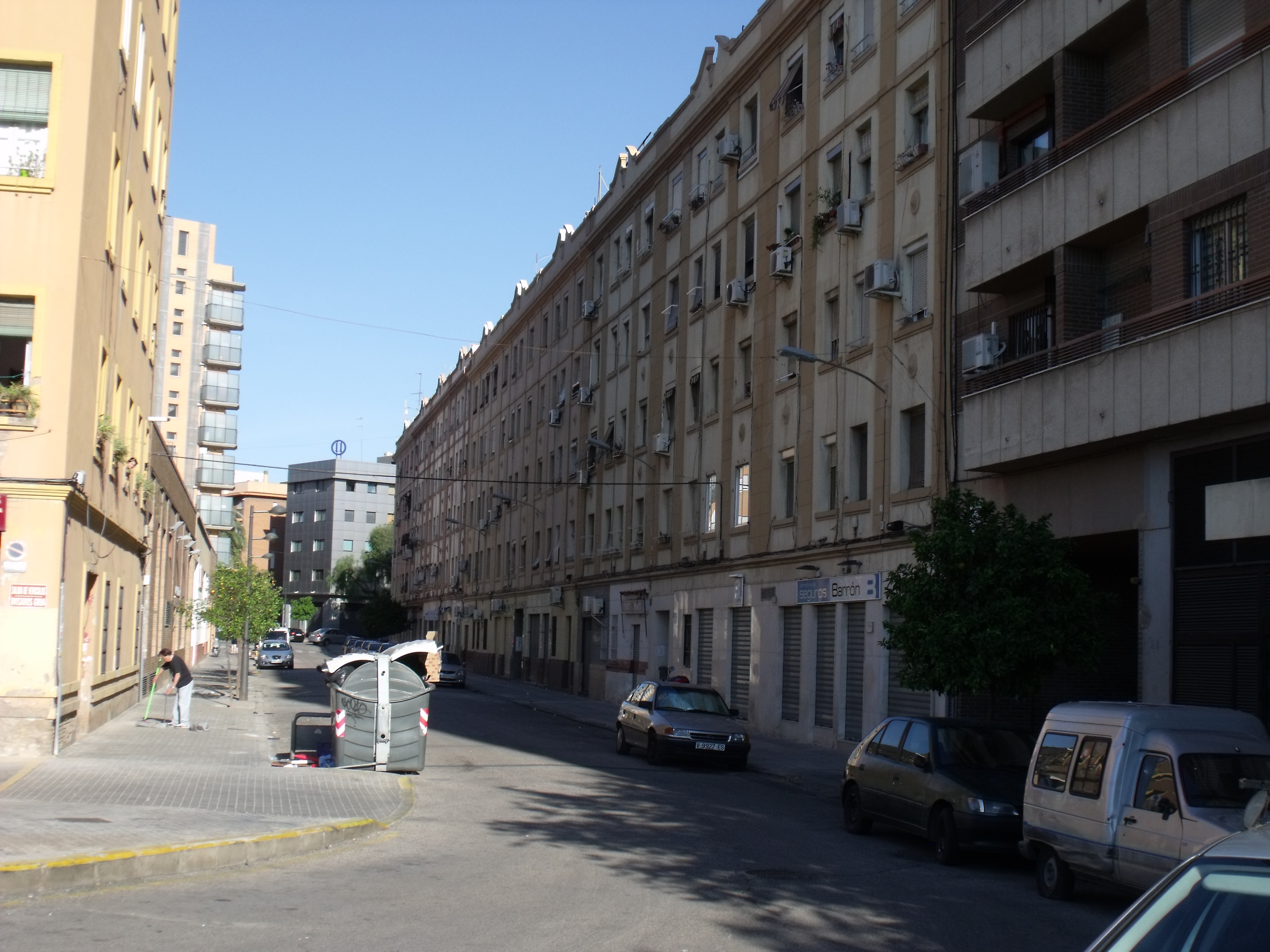
La calle Valle de Laguar se encuentra por debajo del nivel de las circundantes. Esto se debe a las adaptaciones realizadas por las sucesivas riadas.
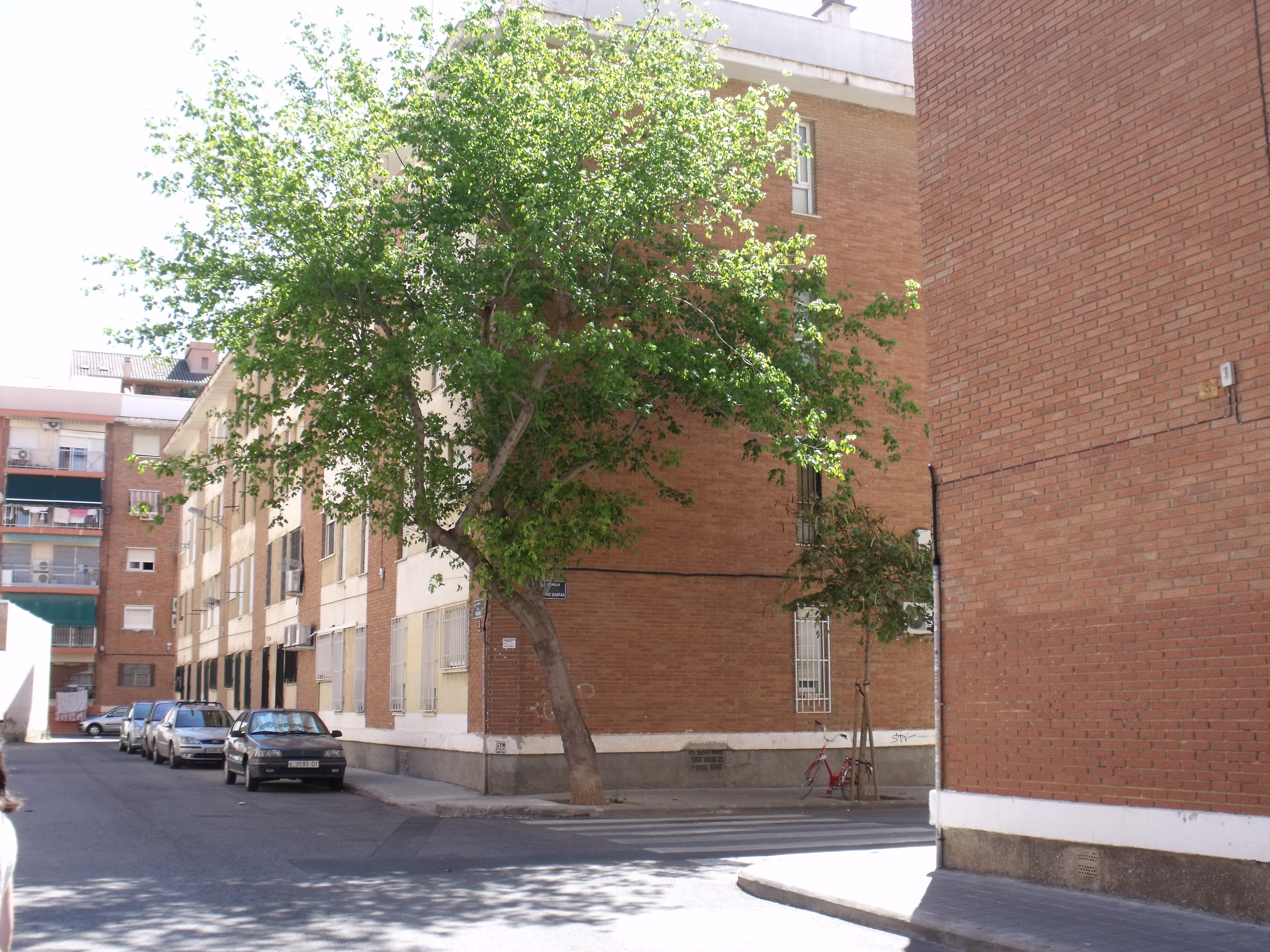
Calle Falucho.
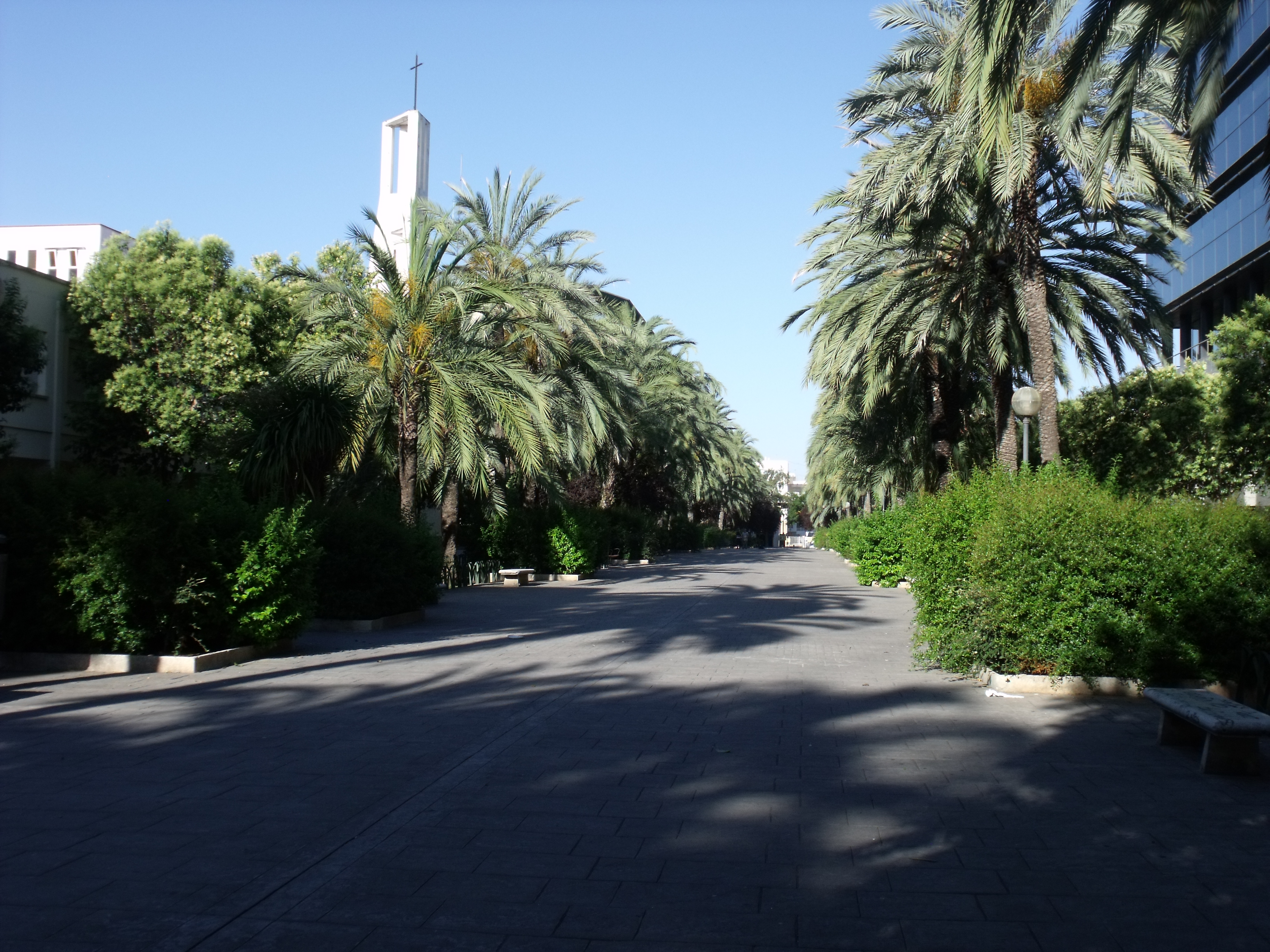
Calle de Gregorio Gea, con la parroquia y el Colegio de San Juan Bosco.
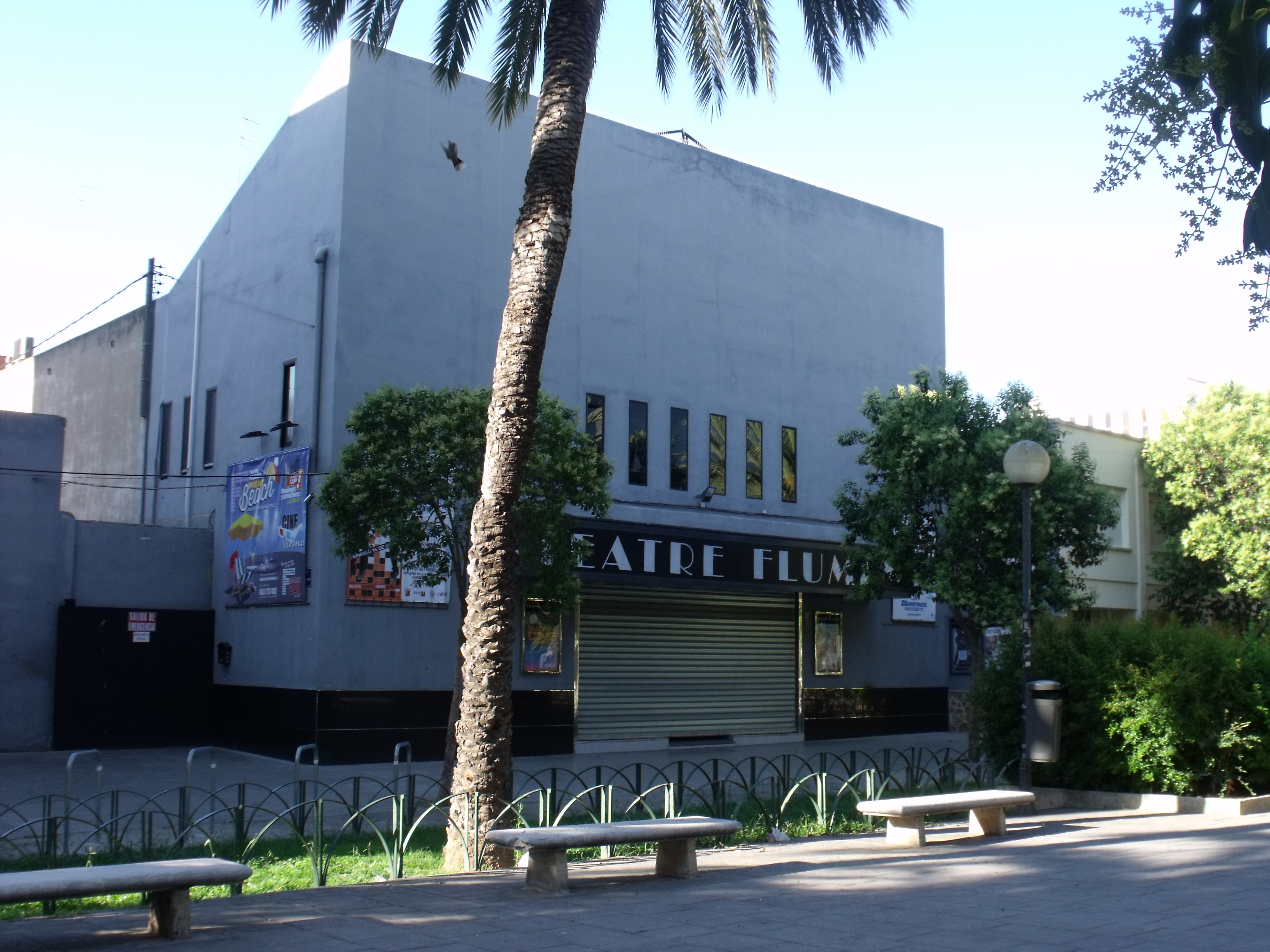
Antiguo cine Flumen, en la calle de Gregorio Gea.
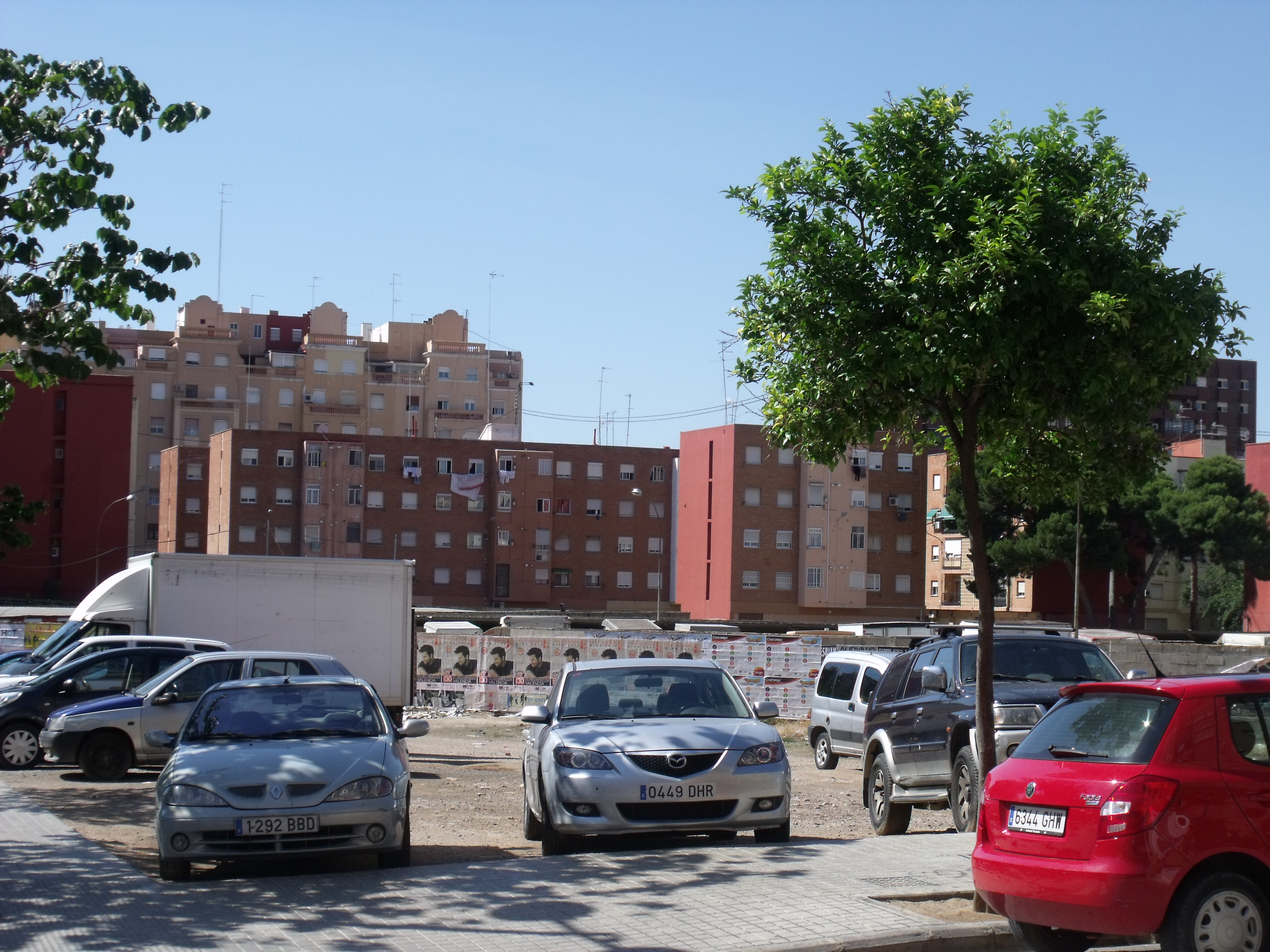
Vista del barrio desde el noreste.
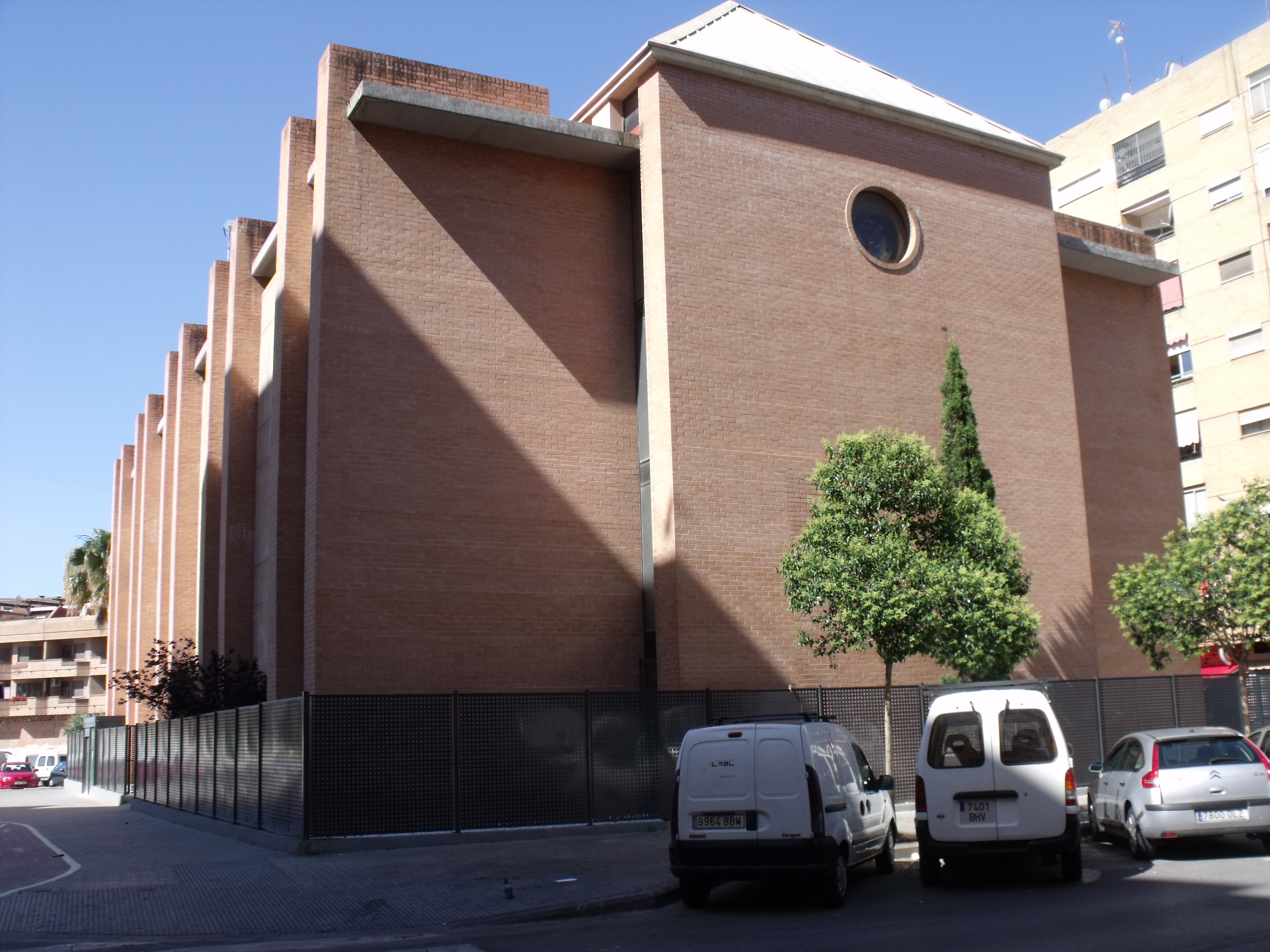
En el extremo norte del barrio, casi rodeada por El Calvario, se encuentra la parroquia de la Resurrección del Señor.
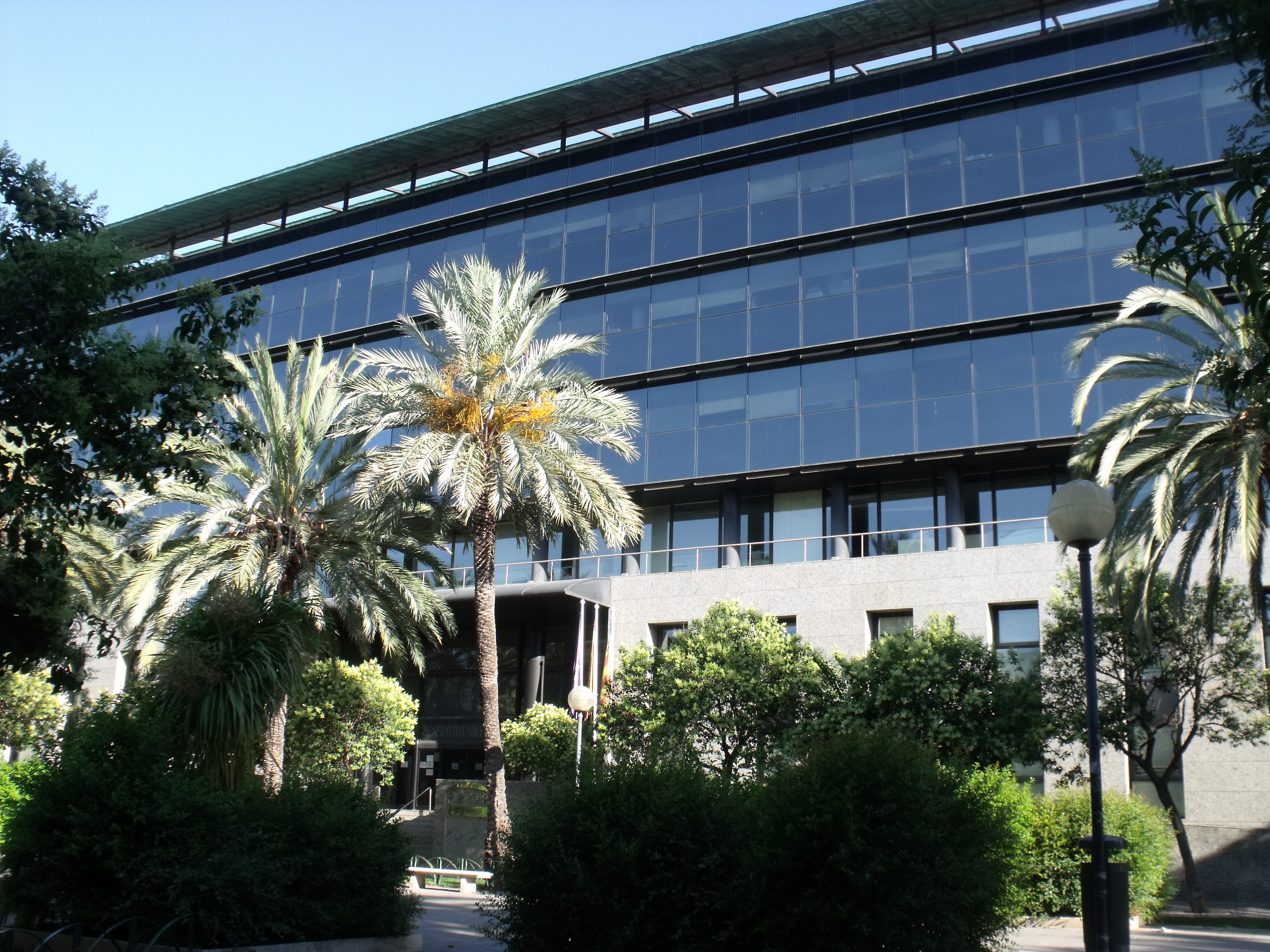
En la calle de Gregorio Gea hay dos edificios de oficinas del gobierno regional, llamados PROP. Este es uno de ellos.
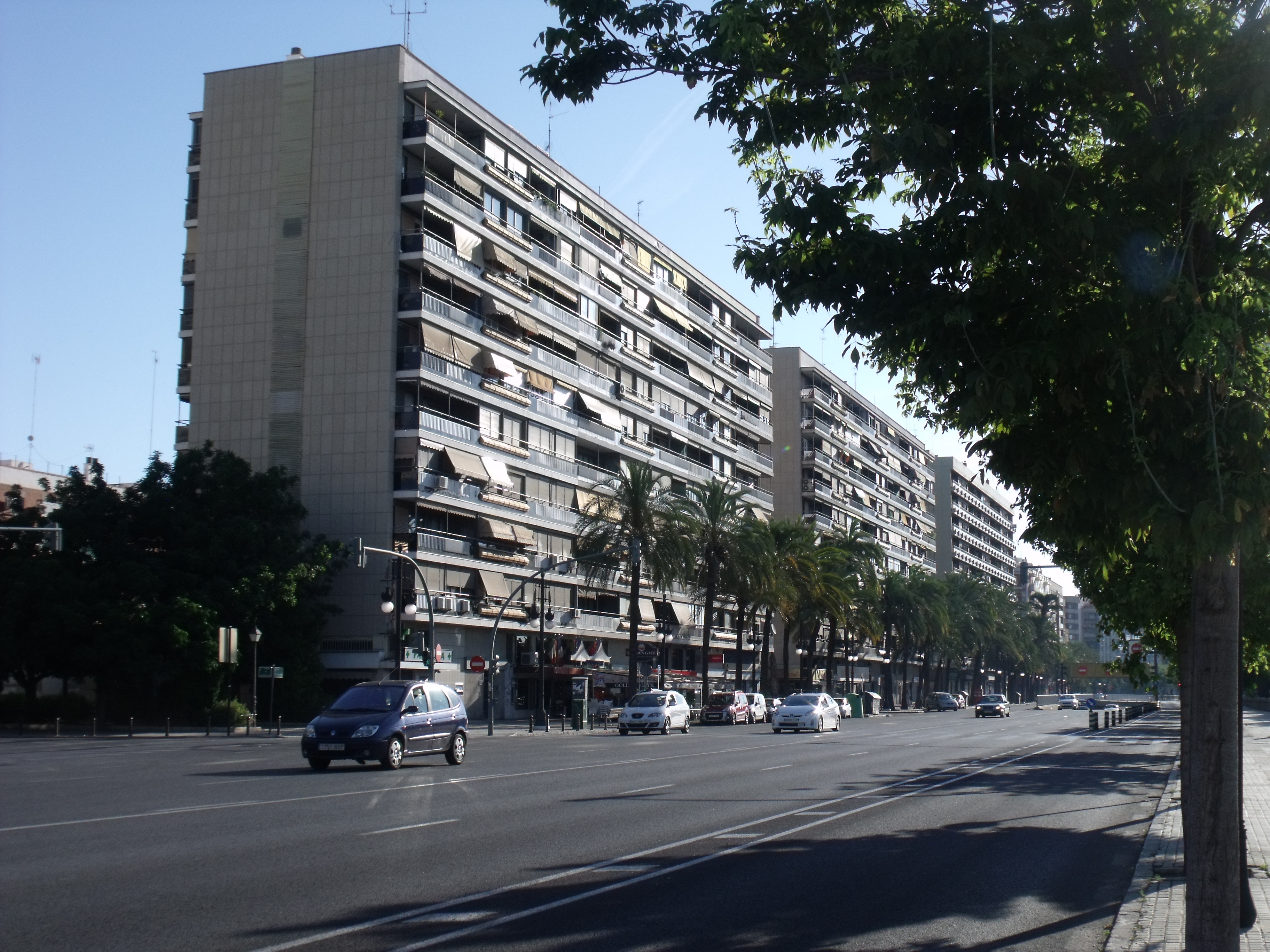
Edificios de la avenida de Menéndez Pidal, junto al Jardín del Turia.